# Верхний Бегеняш
Верхний Бегеняш (баш. Үрге Бәгәнәш) — деревня в Аургазинском районе Республики Башкортостан Российской Федерации. Входит в состав Семенкинского сельсовета. Население на 1 января 2009 года составляло 101 человек.
Почтовый индекс — 453492, код ОКАТО — 80205834003.

## География

### Географическое положение
Расстояние до:
- районного центра (Толбазы): 32 км,
- центра сельсовета (Семёнкино): 7 км,
- ближайшей ж/д станции (Стерлитамак): 37 км.

## Население
| 2002 | 2009 | 2010 |
| ---- | ---- | ---- |
| 105  | ↘101 | ↘95  |

Согласно переписи 2002 года, преобладающая национальность — башкиры (96 %).